# Влагалище человека

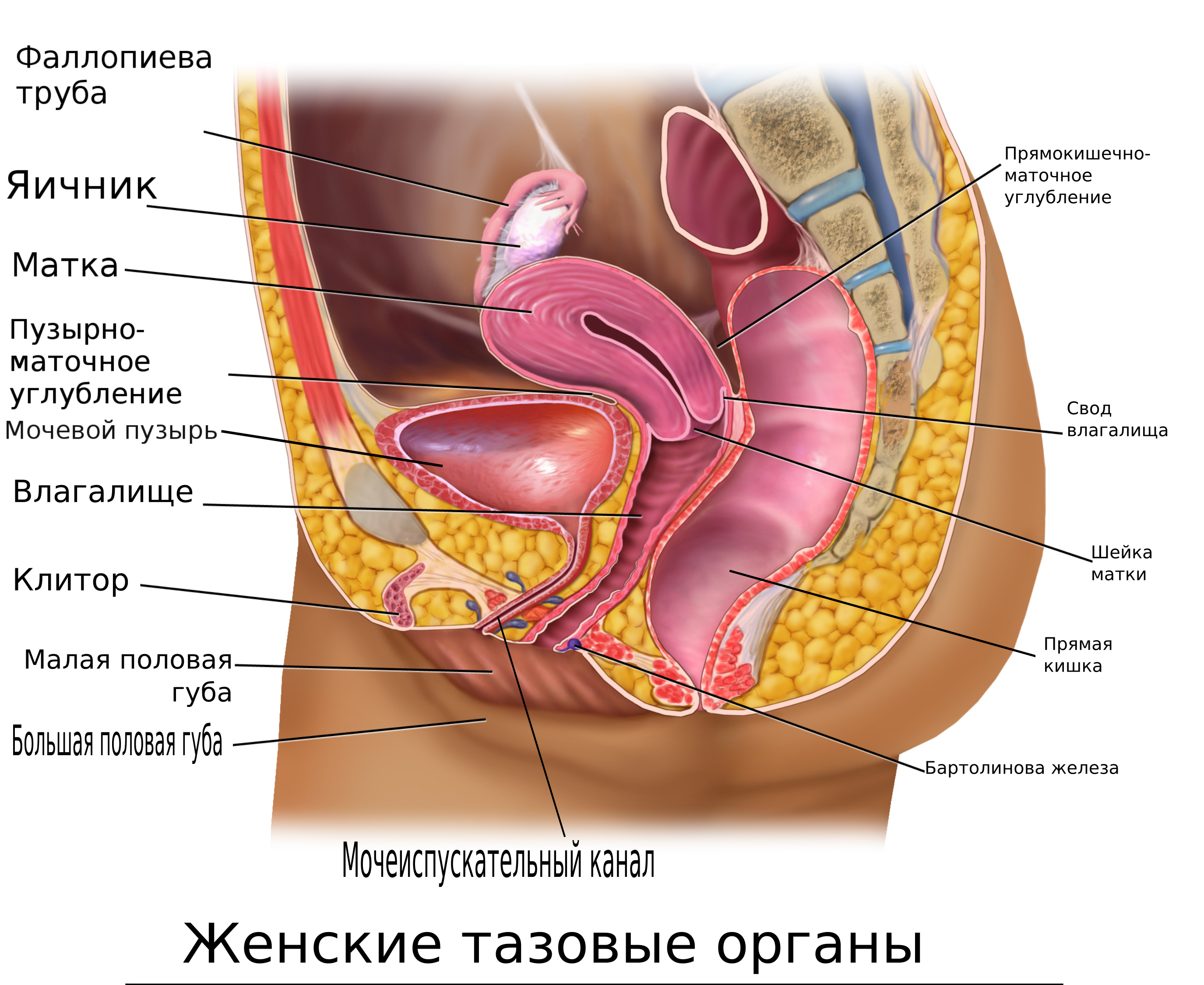
Женские тазовые органы в продольном разрезе

Влага́лище (лат. vagina — ножны, футляр) — непарный внутренний половой орган женщины, мышечно-эластичное трубчатое образование, расположенное в малом тазу и служащее для выведения из организма менструальных и вагинальных выделений, осуществления вагинальных половых актов и рождения детей.
Помещается между мочеиспускательным каналом и мочевым пузырём спереди, и прямой кишкой сзади; верхняя граница располагается на уровне шейки матки, которую оно охватывает, открываясь внизу в преддверие влагалища отверстием влагалища. У девственниц это отверстие обычно закрыто девственной плевой. Относительно матки влагалище образует угол, открытый спереди. Между передней и задней стенками влагалища, в результате их соприкосновения, полость влагалища имеет щелевидную форму.

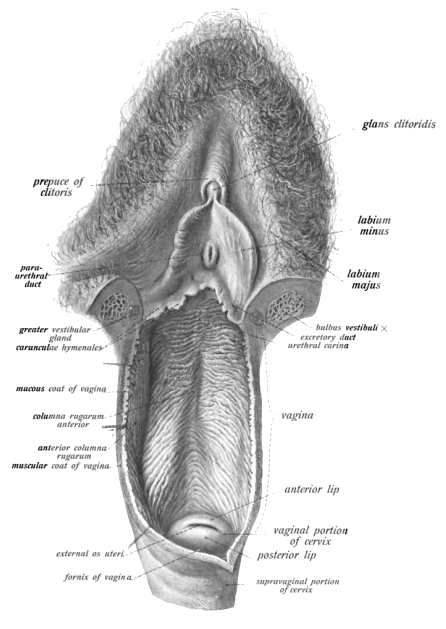
Анатомические структуры влагалища в разрезе

## Анатомия и физиология
Среднестатистическая длина влагалища женщины составляет от 7 до 12 см. Когда женщина стоит, влагалище слегка изгибается вверх.

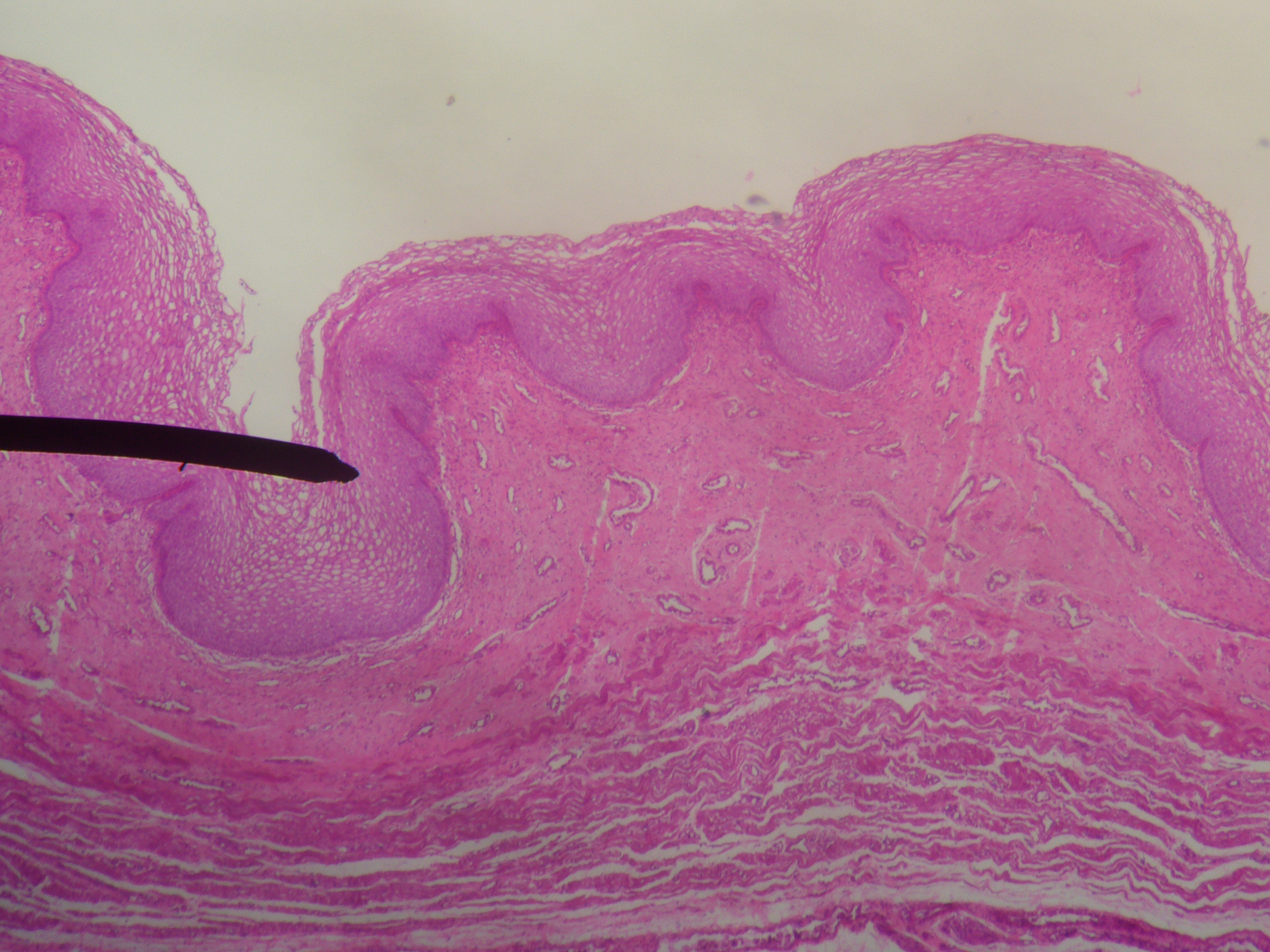
Слои стенки влагалища

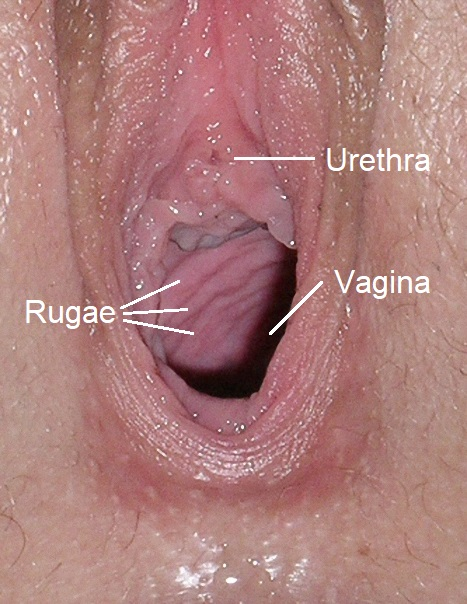
Складки слизистой оболочки в передней трети влагалища

Стенки влагалища имеют толщину 3—4 мм и состоят из трёх слоев:
- Внутренний, или слизистая оболочка влагалища. Она выстлана многослойным плоским эпителием, который образует многочисленные поперечные складки во влагалище. Эти складки при необходимости позволяют влагалищу изменять свои размеры. Складки наиболее выражены в детородном возрасте.
- Средний, или гладкомышечный слой влагалища. Пучки мышц ориентированы преимущественно продольно, но представлены и пучки циркулярного направления. В своей верхней части мышцы влагалища переходят в мускулатуру матки. В нижнем отделе влагалища они становятся более прочными, постепенно вплетаясь в мышцы промежности.
- Наружный, или адвентициальный слой влагалища. Состоит из соединительной ткани с элементами мышечных и эластических волокон[2].

Стенки влагалища делятся на переднюю и заднюю, которые соединены одна с другой. Верхним концом стенки влагалища охватывают часть шейки матки, выделяя её влагалищную часть и образуя вокруг этой области так называемый свод влагалища. Нижним концом стенки влагалища открываются в преддверие. У женщин, не подвергшихся дефлорации, в этой области по заднему и частично боковым краям обычно располагается тонкая, имеющая чаще всего полулунную форму, складка дупликатуры слизистой оболочки, которая называется девственной плевой.
Как правило, стенки влагалища имеют бледно-розовый цвет; во время беременности они становятся ярче и темнее.
Стенки влагалища выстланы железами, выделяющими слизь беловатого цвета с характерным запахом. Она имеет слабокислую реакцию. Кислая реакция (рН 4,0-4,5) обусловлена присутствием молочной кислоты. Дело в том, что поверхностные клетки эпителия слизистой оболочки влагалища содержат значительное количество гликогена.
Гликоген выполняет во влагалище две функции. С одной стороны, он служит питательным субстратом для сперматозоидов, попавших во влагалище; с другой стороны, гликоген необходим для жизнедеятельности лактобактерий, являющихся непременным атрибутом влагалищного содержимого здоровой женщины. Гликоген подвергается ферментативным превращениям в молочную кислоту, тем самым создавая кислую среду и препятствуя размножению других микроорганизмов.

## Функции

### Копулятивная функция
Влагалище участвует в процессе оплодотворения: выделяющаяся при половом сношении (копуляции) у мужчин семенная жидкость попадает во влагалище, откуда сперматозоиды проникают в полость матки и труб. Сперма скапливается преимущественно в заднем (наиболее глубоком) своде влагалища, куда направлена и шейка матки со слизистой пробкой в шеечном канале. Пространственные соотношения и физико-химические свойства шеечного слизистого секрета (пониженная вязкость, щелочная реакция и другие) способствуют проникновению сперматозоидов в верхние отделы половых путей, а, следовательно, и процессу оплодотворения.

### Родовая функция
Влагалище участвует в процессе родов: вместе с шейкой матки оно образует родовой канал, через который проходят плод и послед. Беспрепятственное прохождение плода возможно потому, что во время беременности в тканях влагалища происходят физиологические изменения (гипертрофия и гиперплазия мышечных волокон, соединительной ткани, сосудов, серозное пропитывание и разрыхление тканей), в результате которых его стенки становятся эластичными и растяжимыми.

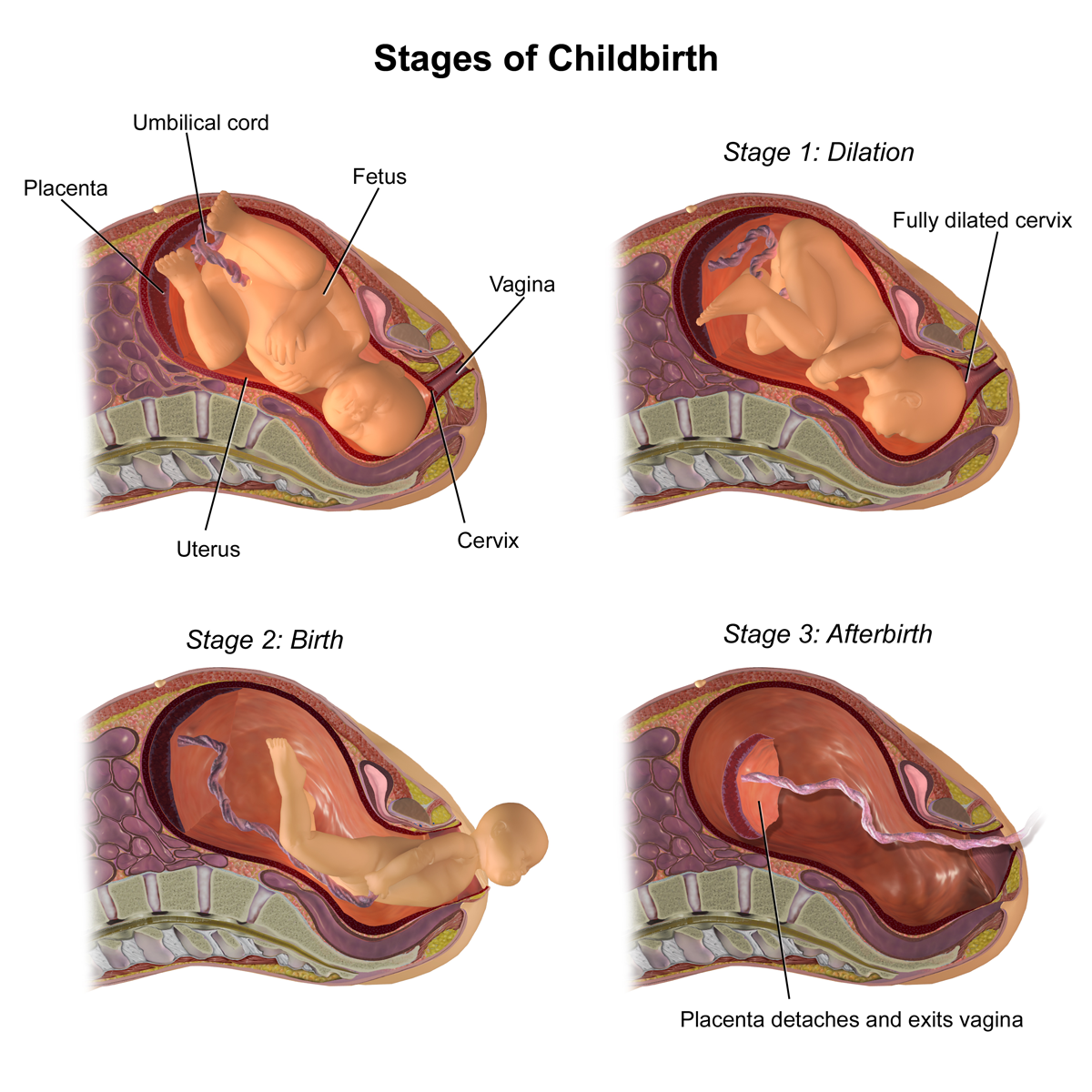
Фазы родов

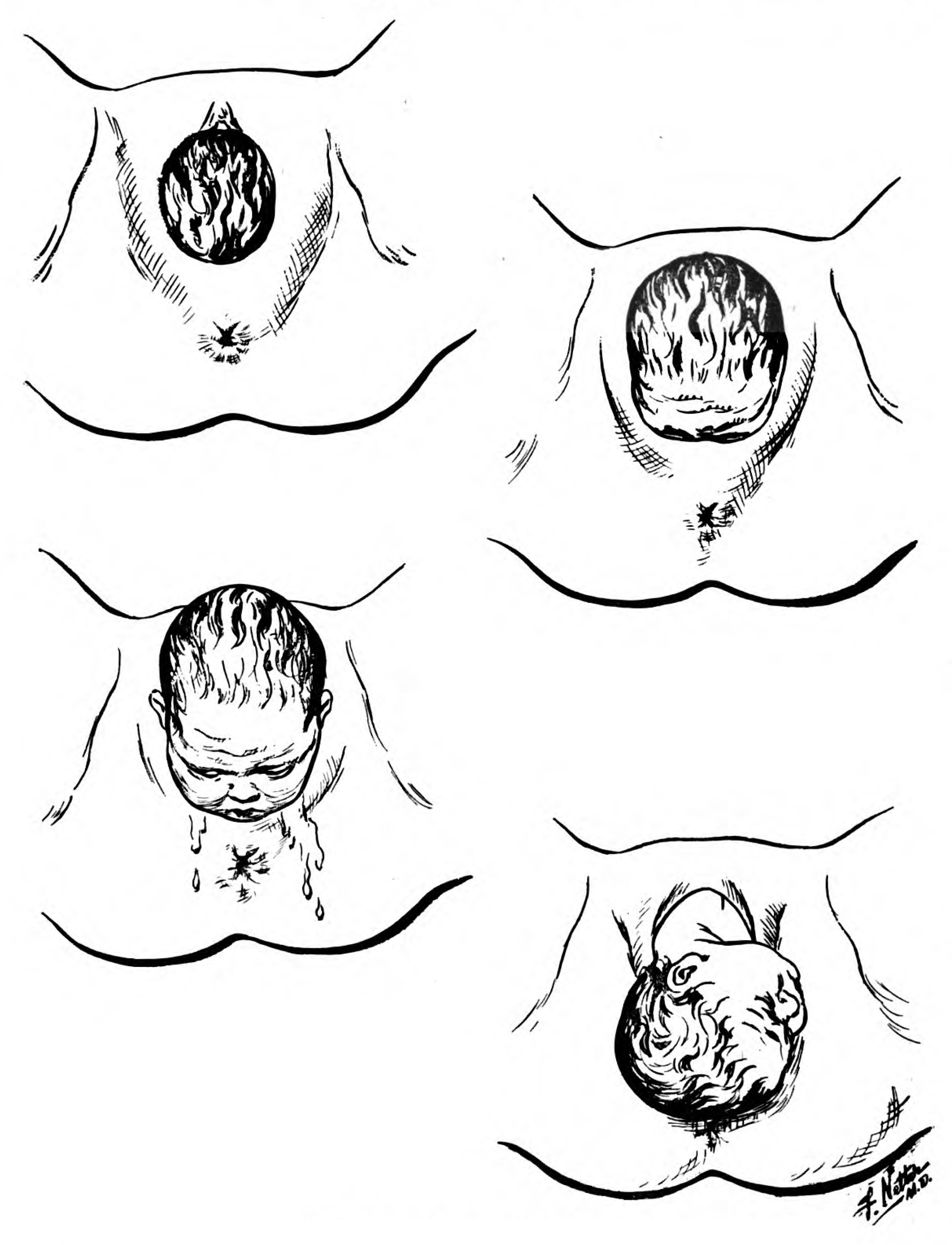
Рождение ребёнка: выход головы

### Защитная функция

#### Барьерная функция
Как уже говорилось выше, влагалище покрыто слоями плоских клеток — многослойным плоским эпителием, который постоянно поддерживается во влажном состоянии благодаря влагалищному отделяемому. Оно имеет белый цвет, состоит из клеток влагалищного эпителия, лактобацилл, имеет нейтральный запах и кислую среду. Многослойный плоский эпителий слизистой оболочки влагалища преграждает болезнетворным микроорганизмам путь в подлежащие ткани.

#### Функция самоочищения
Процесс самоочищения влагалища регулируется яичниками, выделяющими женские половые гормоны — эстрогены и прогестерон. Под влиянием эстрогенов в клетках многослойного плоского эпителия синтезируется вещество гликоген, из которого затем образуется молочная кислота. Процесс образования молочной кислоты из гликогена происходит при участии палочек Дедерлейна (молочнокислых бактерий), при этом влагалищная среда поддерживается в кислом состоянии (рН колеблется от 3,8 до 4,5).
Во влагалище здоровой женщины содержатся преимущественно палочки Дедерлейна, а также небольшое количество других микроорганизмов, в том числе стафилококков, стрептококков, дрожжевых грибков и анаэробов. Кислая среда здорового влагалища не позволяет размножаться другим микроорганизмам, в небольших количествах во влагалищной микрофлоре могут присутствовать, не приводя к развитию инфекции, даже возбудители гонореи и трихомониаза.

### Выделительная функция
К функциям влагалища относится выведение из организма физиологических влагалищных выделений. Влагалищные выделения состоят из слизи канала шейки матки, секрета желёз влагалищной части матки, секрета желёз влагалища и смеси нормальной микрофлоры влагалища с отмершими клетками вагинального эпителия. В норме секреция физиологических выделений достигает до 2 мл в сутки. Количество их может меняться в зависимости от фазы менструального цикла. В норме они представляют собой прозрачные или молочного цвета выделения равномерной консистенции без запаха. В период менструаций влагалище служит для выведения менструальных выделений.

### Сексуальная функция

#### Влагалище как эрогенная зона
Влагалище номинально относится к эрогенным зонам и многие мужчины считают, что оно чрезвычайно чувствительно и женщина благодаря влагалищу получает сексуальное удовлетворение (см. также куннилингус), что далеко не всегда соответствует истине.
Степень чувствительности внутри влагалища настолько невысока, что прикосновения к стенкам влагалища способны почувствовать не более 14 % женщин. Благодаря этому возможно использование гигиенических тампонов — женщины обычно не чувствуют их внутри себя; иногда это приводит к тому, что некоторые женщины забывают извлекать тампоны после окончания менструального периода, что, в свою очередь, чревато негативными последствиями, например, может привести к токсическому шоку.

#### Зона Грэфенберга (точка G)
В 1950 году гинеколог Эрнст Грэфенберг опубликовал статью «Роль уретры в женском оргазме» (The role of urethra in female orgasm), в которой описал точку, находящуюся на передней стенке влагалища на расстоянии 2—4 см от входа, как одну из наиболее чувствительных эрогенных зон женщины наряду с клитором. По его мнению, воздействуя на эту точку мануально, можно доставить женщине приятные ощущения и довести её до оргазма. Позднее в его честь эта зона получила название «точка G».
Современная наука придерживается точки зрения, что «точки G», как отдельной точки удовольствия женщин, не существует; сексологи говорят только о женском эректильном органе и о его прямой и непрямой стимуляции.

#### Биологические процессы во время полового акта
При половом возбуждении у женщины начинается пропотевание транссудата из венозных сосудов стенок влагалища, бартолиновы железы и железы преддверия влагалища выделяют секрет; вследствие этих процессов стенки влагалища становятся влажными, что облегчает введение полового члена. Половые губы и клитор при этом становятся чувствительными к тактильным раздражениям, что вызывает специфическое психическое ощущение полового возбуждения. В процессе полового акта объём влагалища возле шейки матки увеличивается, создавая тем самым вместилище для спермы. Сужение наружной трети влагалища способствует лучшему ощущению партнёрами друг друга, что в свою очередь, повышает уровень полового возбуждения.

## Развитие и возрастные изменения
Развитие влагалища полностью завершается на пятом месяце развития плода. Семьдесят пять процентов влагалища образуется из мюллерова протока, оставшаяся часть (преддверие влагалища) — из мочеполового синуса. К этому моменту мезенхима окружает эти эпителиальные структуры, давая начало развитию мускулатуры полового тракта.
Влагалище новорождённой девочки имеет длину до 3 см. Его положение с возрастом зависит от постепенного опускания как его самого, так и мочевого пузыря: изменяется их топографо-анатомическое взаимоотношение. В раннем детском возрасте влагалище с маткой образует тупой угол; его передняя стенка несколько короче задней.
Начиная с пятилетнего возраста, влагалище у девочек располагается так же, как у взрослых женщин.
С возрастом у женщин происходит изменение секреции гормонов яичника — по мере старения их выделяется всё меньше и меньше, вследствие чего эпителий влагалища истончается, стенки влагалища становятся тоньше, суше и менее эластичными. Наибольшая толщина эпителия отмечается у женщин детородного возраста в середине менструального цикла; при этом в цитоплазме эпителиальных клеток содержится максимальное количество гликогена.

## Заболевания
Основные заболевания, которым подвержен орган:

### Аномалии развития
Пороки развития влагалища включают в себя:
- Аплазия влагалища — отсутствие всего влагалища; происходит в результате нарушения образования его зачатка.
- Агенезия влагалища — отсутствие части влагалища; происходит вследствие нарушения формирования влагалищной трубки.
- Удвоение влагалища — образование частичной или полной продольной или поперечной перегородки влагалища.
- Сужение влагалища.
- Дисплазия слизистой оболочки влагалища (довольно редкое заболевание).

Как правило, эти пороки сочетаются с пороками развития матки и органов мочевыводящей системы.

### Вагинальные инфекции и новообразования
- Кольпит — воспаление, в том числе вследствие инфекций, передающихся половым путём, молочницы (вагинальный кандидоз), недостатка женских половых гормонов после прекращения менструации.
- Бактериальный вагиноз (гарднереллёз) — дисбактериоз влагалища.
- Опущение и выпадение (пролапс) стенок влагалища, а вместе с ними и прилежащих к его стенкам тазовых органов.
- Кондиломатоз (вызванный вирусом папилломы человека).
- Рак слизистой влагалища (довольно редкое заболевание).
- Кисты и фиброиды.

### Заболевания атрофического характера
В результате недостатка эстрогена стенки влагалища теряют присущую им прежде способность выделять собственную смазку. Складки, прежде позволявшие им растягиваться и сокращаться во время секса, становятся тоньше и суше, более раздражительными, плотными и менее эластичными. Другими словами, происходит их атрофация. Это делает их подверженными хроническому воспалению, поэтому подобное явление получило в медицине собственное название: атрофические вагиниты. Это отнюдь не инфекционное заболевание, а всего лишь особое состояние здоровья, но оно делает влагалище предрасположенным к ранениям, травматизму, кровотечениям и болям, в особенности после полового сношения, а также снижает его иммунитет к многочисленным болезнетворным инфекциям и микроорганизмам.

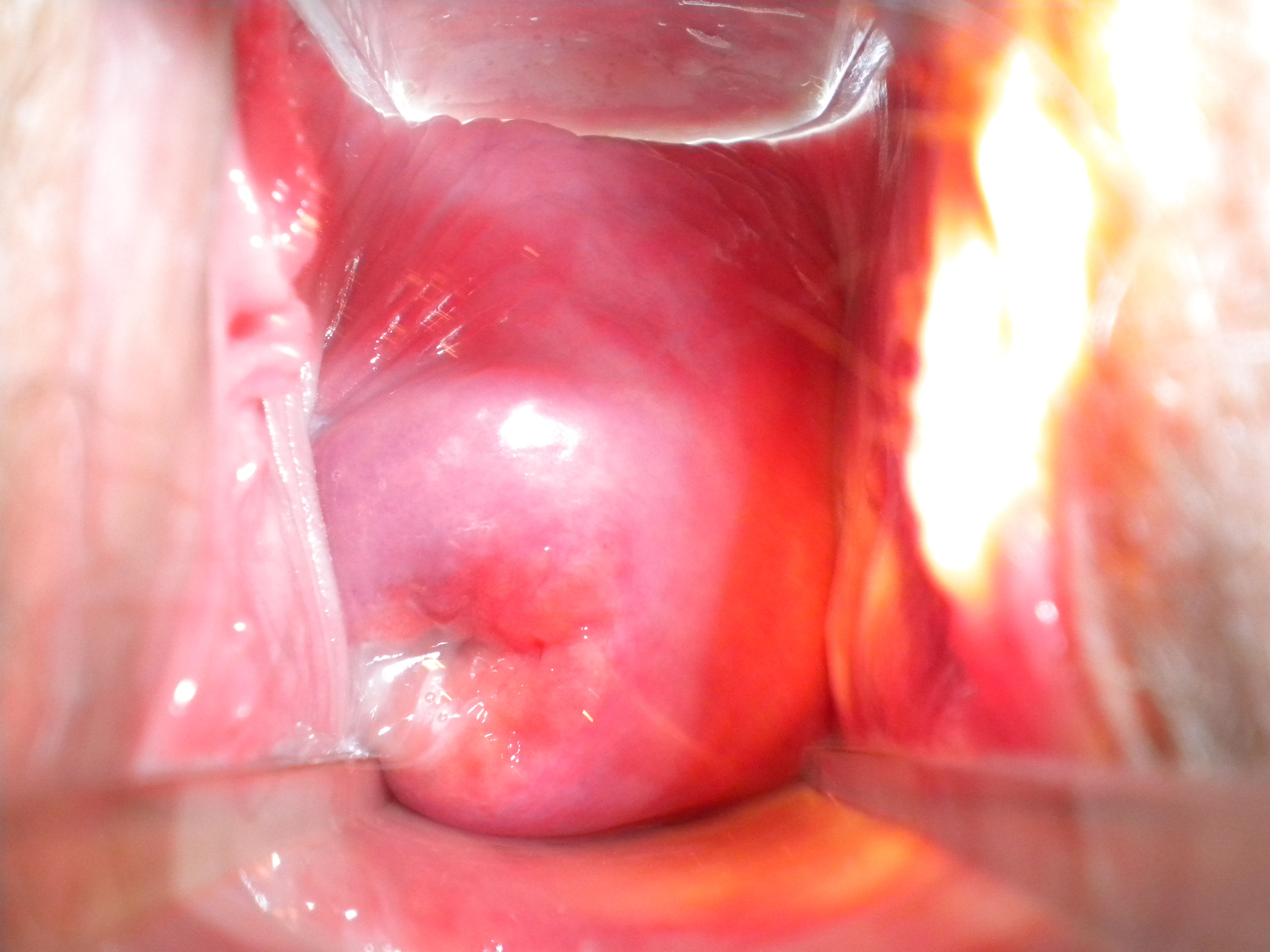
Фото влагалища и маточного зева при осмотре зеркалом Симона и зеркалом-подъёмником

| Двустворчатое влагалищное зеркало Куско[англ.]                                                                                | Ложкообразное влагалищное зеркало Симса[англ.] |
| Гинекологические зеркала для осмотра и манипуляции на слизистой влагалища и влагалищной части матки (Куско, Симса, подъёмник) | Подъёмник                                      |

## Диагностика заболеваний
Основной метод диагностики заболеваний влагалища — это взятие влагалищных мазков для исследования. Вследствие того, что содержимое влагалища включает не только секрет, микрофлору, но и клетки эпителия самого влагалища, клетки из эндометрия тела матки, цервикального канала и из влагалищной порции шейки матки, а также пропотевающие из кровеносных сосудов лейкоциты, изучение влагалищных мазков позволяет получить много информации:
1. Внешний вид клеток из разных областей отражает гормональный уровень. Эстроген, который секретируется во время овуляции, обуславливает увеличение числа ацидофильных клеток с небольшим тёмным ядром. Изучение слущенных влагалищных клеток в мазках помогает уточнить время овуляции, диагностировать атрофию влагалищного эпителия, как признак недостаточности эстрогена. Эстроген способен вызывать утолщение, и даже ороговение влагалищного эпителия. Поэтому появление изменённых клеток в мазке позволяет оценить эффект терапевтических воздействий, особенно у девочек до периода полового созревания. В этом возрасте эпителий влагалища в норме тонкий и весьма уязвим.
2. Микроскопическое исследование влагалищных мазков позволяет обнаружить клетки опухоли тела и шейки матки, которые примешиваются к другим клеткам влагалищного содержимого. Это может служить основанием для более тщательного клинического обследования при подозрении на опухоль.
3. Микробный состав влагалищного мазка позволяет заподозрить инфекционное поражение влагалища.

### Степени чистоты влагалища
Различают четыре степени чистоты влагалища:
- первая степень: реакция содержимого влагалища кислая, в нём содержится много эпителиальных клеток и влагалищных палочек Дедерлейна (молочнокислых бактерий), отсутствуют лейкоциты и патогенные микробы.
- вторая степень: в содержимом влагалища появляются отдельные лейкоциты, количество молочнокислых бактерий уменьшается, определяются отдельные патогенные микробы, реакция среды кислая.
- третья степень: характеризуется преобладанием лейкоцитов и наличием стрептококков, стафилококков, кишечной палочки, иногда трихомонады, реакция среды щелочная.
- четвёртая степень: бактерии молочнокислого брожения отсутствуют, много лейкоцитов, болезнетворных микроорганизмов, реакция среды щелочная.

Первые две степени чистоты влагалища встречаются у здоровых женщин, а третья и четвёртая степени свидетельствуют о наличии воспалительного процесса, то есть о развитии первичного или вторичного кольпита различного генеза.

## Операции
На влагалище производятся следующие операции:
- Кольпоперинеопластика (кольпоперинеорафия) — ушивание стенок влагалища и мышц промежности с целью укрепления тазового дна при выпадении матки и влагалища;
- кольпопексия — фиксацию влагалища к передней брюшной стенке (обычно в пожилом возрасте после удаления матки);
- кольпорафия — иссечение избыточной ткани стенок влагалища и ушивание их при его выпадении;
- кольпопоэз — пластическая операция создания искусственного влагалища;
- кольпотомия — разрез стенки влагалища как этап различных гинекологических операций или с целью опорожнения гнойников малого таза;
- пластические операции — операции по омоложению влагалища. В последнее время становятся очень популярны, особенно в Великобритании[18].

### Трансвагинальные операции
- удаление почки — В 2008 году испанские врачи первыми в Европе удалили почку через влагалище. Первыми такую операцию проделали в Бразилии[19];
- удаление аппендикса — В марте 2008 в США была проведена первая операция по удалению аппендикса через влагалище[20].

## Влагалище в культуре
- Об индуистском культовом символе см. статью Йони.
- В литературе и мифологии существуют упоминания про «vagina dentata» — влагалище с зубами, «vagina loquens» — говорящее влагалище.

### В мифах американских индейцев
Согласно мифу индейцев вай-вай, прародители-близнецы Ваши и Мавари (у которых были огромные пенисы) поймали в воде женщин, имевших влагалища с зубами. Нетерпеливый Ваши, пытаясь овладеть женщиной, чуть не погиб, но лишился части пениса. Мавари же добыл волшебное наркотическое средство, усыпил свою жену и удалил из влагалища зубы пираньи. В мифах индейцев кроу и манданов выступают три сестры-оленихи с зубастыми влагалищами, которых встречает герой, а женится он на четвёртой. В группе мифов салишей демиург Луна побеждает соблазнительницу с зубастым влагалищем и постановляет, что женщины более не будут опасны.
Согласно мифу индейцев варао, у героя Нахакобони не было детей. Тогда он вырезал фигуру дочери из ствола сливового дерева, и она ожила (ср. Пигмалион). После сватовства герой Солнце получил её в жены. Однако выяснилось, что отец забыл изготовить ей половые органы. Тогда по просьбе мужа птица буниа проткнула нужное отверстие, из которого пришлось извлечь змею. По версии индейцев кубео, вагину пробуравила бабушка героя.
В мифе юрок изготовление влагалища приписывается демиургу Старику-из-за-Океана, которому потребовалось помочь родить девушке, волшебным образом зачавшей от него. В другом мифе юрок Дама-Скат берёт в плен демиурга во время соития (сжимая его пенис бёдрами) и окончательно отдаляет его от мира людей.
В мифе индейцев реки Томпсон, известном в ряде вариантов, кончик длинного пениса героя-Койота, способный протянуться через реку к девушке, застревает в её влагалище, и лишь позже герою путём обмана удаётся извлечь его оттуда.
Леви-Строс так характеризует эту группу мотивов: 

Однако женщина с зубастым влагалищем в той же мере представляет собой анатомический эквивалент симплегад, в какой длинный пенис является анатомическим эквивалентом верёвки, связывающей небо и землю, если учесть, что она сама способна превращаться в качели
Согласно Леви-Стросу, эта теория отверстий опирается на приёмы комбинаторики. Как индейцы юрок, так и древние римляне верили, что при родах женщина не должна открывать рот, чтобы ребёнку легче было пройти через влагалище. Если же женщине делают кесарево сечение, она должна держать рот и вульву открытыми.
В мифе кликитат отмечается цветовой код: у героя (приёмного сына Койота) было семь жён: у Саранчи и Горлицы, которых он особенно любил, вульва имела чёрный цвет, а у пяти Мышей, которыми муж пренебрегал, вульвы были белыми.

### Ранние научные тексты
«Камасутра» Ватсьяяны Малланаги (III в.) по размеру половых органов выделяет три вида женщин: «газели», «кобылы» и «слонихи», три вида мужчин и соответственно девять видов наслаждений. Лучшим считается «равное» сочетание, но для каждого из видов предлагаются свои рекомендации по способам возлежания.

### Психоаналитические истолкования
Согласно психоаналитическому учению З. Фрейда, сексуальная символика сновидений крайне богата. Женские половые органы «изображаются символически при помощи всех предметов, обладающих свойством ограничивать полое пространство, что-то принять в себя». Двери, ворота, рот — символы полового отверстия, а башмак, туфля, очаг — влагалища. Многие подобные метафоры встречаются и в литературных произведениях, начиная как минимум с Песни Песней.

### В изобразительном искусстве

Густав Курбе. «Происхождение мира». Реалистическая живопись охватывает только изображение наружных половых органов

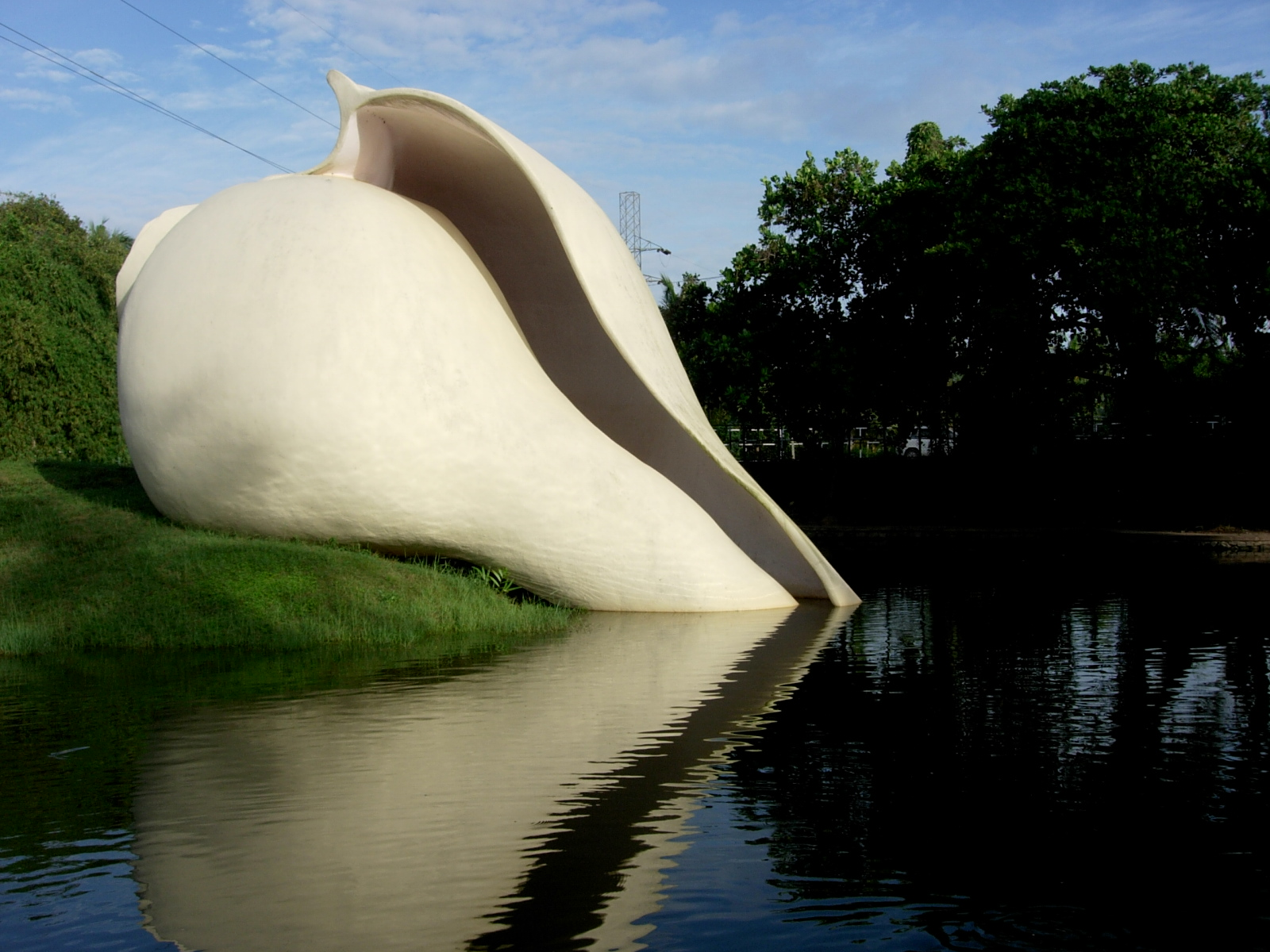
Скульптура в виде гигантской ракушки в Аакуламе, Индия

Геометрические символы женских половых органов

По объективным причинам (являясь внутренним половым органом), влагалище в изобразительном искусстве натуралистическому изображению практически не подвергается (в отличие от фаллоса), обозначаясь, по большей части, каким-либо символом, знаком. В индуистском искусстве это был йони, концепция которого включала не только вагину, но и матку — вместилище зарождающейся жизни. Помимо простейшего знакового обозначения, образом йони в индуистском искусстве стала морская раковина. В том же значении ракушку можно встретить и у некоторых других древних культур, см. например, античную иконографию Рождения Венеры, которое очень часто включает изображение ракушки, или образную систему Японии. Исследователи японского искусства отмечают, что вагина в графике также могла обозначаться кубками и вазами, но наиболее распространённым знаком было изображение длинного рукава (разумеется, с ведущими вглубь проймами). В древнегреческом искусстве, если речь шла о рождении какого-либо персонажа матерью Геей, богиней земли, то он мог изображаться вылезающим из трещины, расщелины в почве. Любовники на гравюре могли быть опознанными по тому, что мужчина просовывал свою руку вглубь рукава женщины. В живописи Нового времени вагина обозначалась символами, близкими к литературным — ими становились тоннель, пещера, полог палатки.
Геометрическим символом вагины также является ромб, (очевидно, благодаря своим очертаниям, напоминающим вход, отверстие), и различные, более сложные геометрические фигуры. Как считают знатоки палеолитического искусства, ромб в качестве знака влагалища употреблялся уже тогда.
В словесных описаниях произведений искусства для обозначения женских половых органов, утробы, историками искусства часто употреблялось слово «лоно».

### В современной культуре
- В романе Генри Миллера «Тропик Козерога» влагалище выступает как символ вселенского масштаба. Автор развивает метафору влагалища-раны[35].
- На основе мифа о влагалище с зубами в 2007 году был снят фильм «Зубы». В этом фильме такую природную мутацию обнаруживает у себя прилежная и целомудренная школьница, когда во время первого секса нечаянно кастрирует и убивает своего бойфренда[36]. Также упоминание про влагалище с зубами можно встретить у Сергея Лукьяненко в его романе «Геном».
- На сатирической идее о том, что влагалища могут волшебным образом «заговорить», выбалтывая тайны своих хозяек, построен галантный роман Дени Дидро «Нескромные сокровища» (1748).
- Широкую известность получила пьеса «Монологи вагины» Ив Энcлер. Пьеса основывается на откровениях женщин. Речь идёт про различные табу, так или иначе связанные с влагалищем[37].